# Kölner Domsingschule
Die Kölner Domsingschule ist eine private Grundschule in der Trägerschaft des Erzbistums Köln. Ihre Schwerpunkte liegen in der musikalischen Ausbildung für den Domchor sowie in der christlichen Erziehung. Sie wurde 1986 auf Initiative des früheren Kölner Erzbischofs Joseph Kardinal Höffner hin gegründet. Sie hat in den ersten 25 Jahren rund 1250 Kinder ausgebildet.

## Schulprofil
Die Kölner Domsingschule ist eine Ganztagsschule, deren Schwerpunkt auf der Musikerziehung, insbesondere der Vokalausbildung liegt. Für die Aufnahme ist eine Eignungsprüfung Voraussetzung. Die ersten beiden Klassen erhalten täglich jeweils 25 Minuten Unterricht nach der Ward-Methode, so dass sie mit dem üblichen Musikunterricht einer Regelschule auf vier Wochenstunden Musikunterricht kommen. In der 2. Klasse erhält jedes Kind einen Grundkurs Blockflötenunterricht. Im dritten Schuljahr folgt verpflichtender Instrumentalunterricht bei staatlich geprüften Lehrern der Musikschule der Kölner Dommusik. Ab dem 2. Halbjahr der 3. Klasse nehmen die Schüler zusätzlich ein Jahr lang an den B-Chor-Proben des Knabenchores und des Mädchenchores teil, um sie mit der besonderen Situation der Chorprobenarbeit vertraut zu machen und an das Repertoire der Chöre heranzuführen. Daran anschließend werden die Kinder ihrer Leistung entsprechend in den A-Chor des Knaben- bzw. Mädchenchores aufgenommen und nehmen ab diesem Zeitpunkt an allen regulären Proben der Hauptchöre teil.
Neben der musikalischen Ausbildung legt die bischöfliche Schule Wert auf eine christliche Erziehung. Gottesdienste, Schulgebete, Meditationen und die Vorbereitung auf die Erstkommunion gehören zum Schulalltag. Alle Lehrer gehören der katholischen Kirche an und sollen den katholischen Glauben bewusst leben. Die Schülerinnen und Schüler müssen nicht katholisch sein.

## Organisation und Struktur
Die Kölner Domsingschule ist eine Schule für Jungen und Mädchen. Jede Jahrgangsstufe wird zweizügig geführt. Die Schule ist in das Kardinal-Höffner-Haus integriert, das auch den Kölner Domchor (Knabenchor), den Mädchenchor am Kölner Dom, die Domkantorei Köln (gemischt Stimmig) sowie die Musikschule der Kölner Dommusik beherbergt. Ein Internat ist der Domsingschule nicht angegliedert. Schulgeld wird nicht erhoben. Die meisten Schüler wechseln nach dem vierten Schuljahr an die Liebfrauenschule, die ebenfalls vom Kölner Erzbistum getragen wird und die in der 5. und 6. Jahrgangsstufe einen besonderen Musik-Differenzierungskurs anbietet. Auch die Musikschule der Kölner Dommusik kooperiert mit der Domsingschule und bietet an den besonderen Leistungs- und Erfahrungsstand der Schüler angepassten Unterricht an.